# Choi Myung-jun
Choi Myung-jun (* 12. Februar 1986) ist ein ehemaliger südkoreanischer Sprinter, der sich auf den 400-Meter-Lauf spezialisiert hat.

## Sportliche Laufbahn
Erste internationale Erfahrungen sammelte Choi Myung-jun im Jahr 2003, als er bei den Jugendweltmeisterschaften im kanadischen Sherbrooke in 48,90 s den achten Platz über 400 m belegte. 2005 schied er bei den Asienmeisterschaften in Incheon mit 49,20 s in der ersten Runde aus und auch bei den Asienspielen 2010 in Guangzhou kam er mit 48,09 s nicht über den Vorlauf hinaus. Zudem belegte er dort in 3:09,97 min den siebten Platz mit der südkoreanischen 4-mal-400-Meter-Staffel. Im Juni 2017 bestritt er in Kimchun seinen letzten offiziellen Wettkampf und beendete daraufhin seine aktive sportliche Karriere im Alter von 31 Jahren.
2003 wurde Choi südkoreanischer Meister im 400-Meter-Lauf.

## Persönliche Bestzeiten
- 200 Meter: 21,96 s (−0,2 m/s), 8. September 2011 in Taebaek
- 400 Meter: 47,03 s, 10. Mai 2010 in Changwon